# Bathyergus
Bathyergus (Illiger, 1811) è un genere di roditori della famiglia dei Batiergidi comunemente noti come ratti-talpa delle dune.

## Etimologia
L'epiteto generico deriva dalla combinazione delle due parole greche βαθύς-, profondo e  -ἔργον, lavoro, con il significato letterale di colui che scava profondamente.

## Descrizione

### Dimensioni
Al genere Bathyergus appartengono roditori di medie dimensioni, con lunghezza della testa e del corpo tra 175 e 330 mm, la lunghezza della coda tra 40 e 70 mm e un peso fino a 2,2 kg.

### Caratteristiche craniche e dentarie
Il cranio è robusto e presenta un foro infra-orbitale piccolo ed arrotondato. Il processo angolare della mandibola si estende posteriormente oltre il cranio stesso, molto di più rispetto agli altri generi della famiglia. Gli incisivi superiori sono bianchi ed attraversati longitudinalmente da un profondo solco. Le loro radici terminano sopra i denti masticatori anteriori.
Sono caratterizzati dalla seguente formula dentaria:

### Aspetto
Il corpo è tozzo e cilindrico, ricoperto di una densa pelliccia alquanto lanosa. Il colore generale è bruno-rossastro, grigio o giallo argentato, talvolta con una larga banda dorsale scura oppure con le parti ventrali nere. Sono note varietà bianche o pezzate. Gli occhi sono estremamente piccoli e non è presente alcun orecchio esterno. Gli arti sono brevi e le zampe anteriori sono munite di robusti artigli, con il secondo più lungo di tutti. Anche il terzo dito del piede è provvisto di un artiglio particolarmente allungato. La coda è corta, marrone chiara e dall'aspetto piumato, a causa di frangiature di lunghi peli argentati sui lati. Le femmine hanno tre paia di mammelle.

## Distribuzione
Si tratta di roditori con abitudini strettamente fossorie diffusi nell'Africa meridionale, tra la Namibia sud-occidentale e le coste occidentali e meridionali del Sudafrica.

## Tassonomia
Il genere comprende 2 specie.
- Bathyergus janetta
- Bathyergus suillus